# آلبین استنروس
آلبین استنروس (فنلاندی: Albin Stenroos; ۲۴ فوریهٔ ۱۸۸۹ – ۳۰ آوریل ۱۹۷۱) دونده اهل فنلاند بود.
وی در مسابقات کشوری و بین‌المللی در مجموع برندهٔ ۱ مدال طلا، ۱ مدال نقره و ۱ مدال برنز شده‌است.